# 塔溫希茨火山

塔溫希茨火山是俄羅斯的火山，位於堪察加半島東部，面積11平方公里，海拔高度2,353米，火山口直徑1.5公里，最近一次火山噴發在2,400年前左右發生。